# Potnia (gudinna)

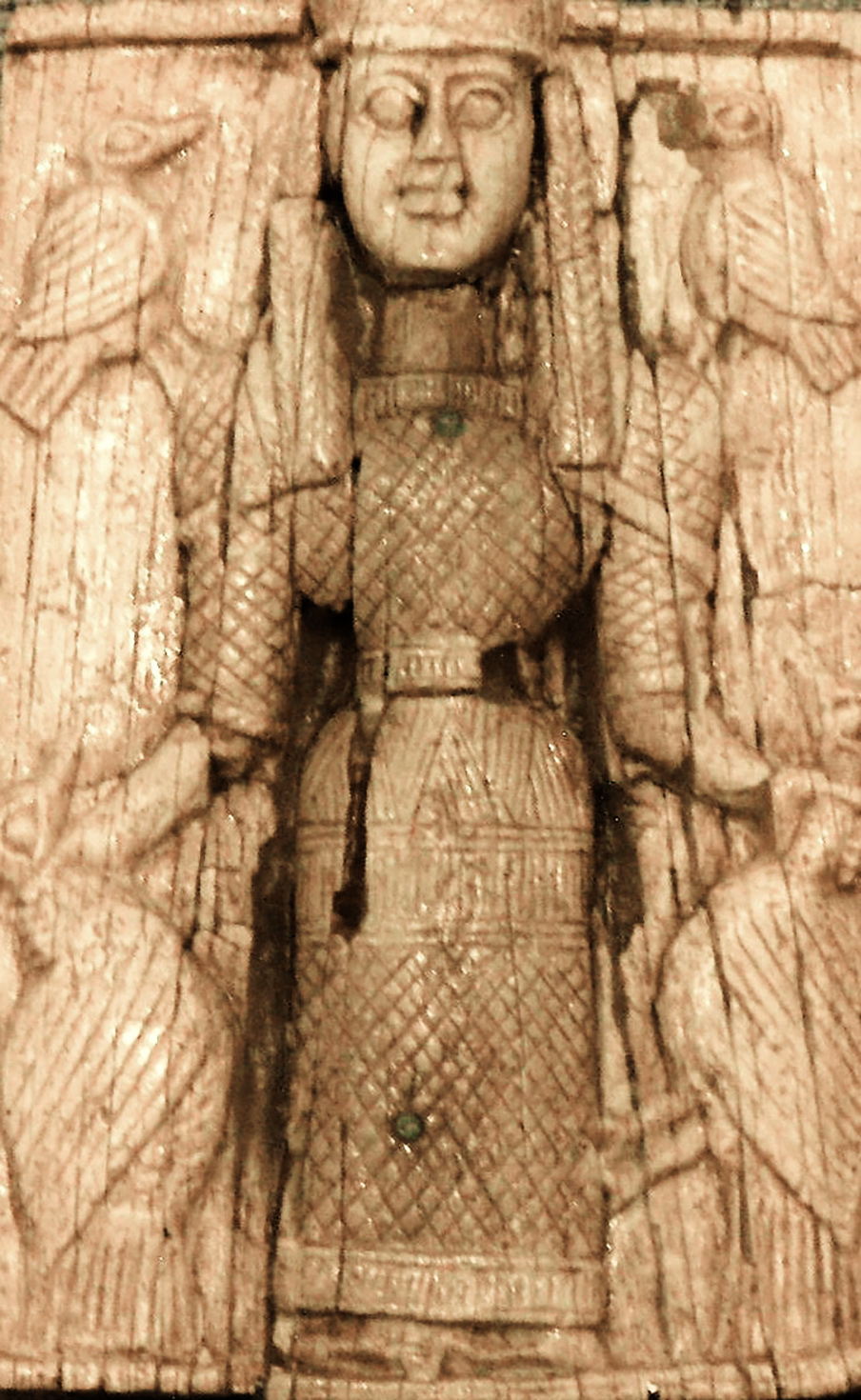
Artemis Orthia avbildad som Potnia Theron.

Potnia (forntidsgrekiska för "Härskarinna, Dam"), är titeln för en gudinna i det forntida Grekland. Titeln ärvdes av det klassiska Grekland från den tidigare mykenska kulturen, och härstammar troligen från den ännu tidigare förgrekiska minoiska kulturen. 
Potnia nämns först i den mykenska skriften Linear B från Pylos och Knossos på Kreta från 1400-300 f.Kr. Titeln användes där för en stor gudinna: den stora modergudinnan som representerade naturens död och återfödelse tillsammans med en yngre manlig gud, och som var en allmän centralfigur i bronsålderns religiösa system. Potnia hade uppenbarligen en kultplats nära Pylos. Hon förmodas vara äldre än den mykenska religionen, och härstamma från tidigare förgrekisk minoisk religion, där en stor gudinna också var en centralgestalt. Inom mykensk religion var hon den kvinnliga motparten till guden Wanax (wa-na-ka), som också var en titel för Poseidon (po-se-da-o). Potnia representerade naturens livscykel av död och återfödelse genom födelsen av en gudomlig son. Efter titeln Potnia brukade också placeras ett tillnamn, som stod för gudinnans namn under hennes olika funktioner. 
I det klassiska Grekland hade Potnia blivit en titel som ofta sattes framför olika separata gudinnors namn, oftast Demeter, Gaia, Artemis, Athena och Persefone, snarare än att stå för en enda specifik gudinna. Potnia nämns som Potnia Theron, ett namn för Artemis,  och "Labyrintens härskarinna" inom den arkadiska kulten, som kretsade kring Demeter och Persefone, och som ibland jämställde dem som två funktioner av samma gudinna. 